# WCW International World Heavyweight Championship
El World Championship Wrestling (WCW) International World Heavyweight Championship o Campeonato Mundial Peso Pesado Internacional de la WCW fue un campeonato de lucha libre profesional que tomó el lugar del NWA World Heavyweight Championship cuando la World Championship Wrestling se separó de la National Wrestling Alliance en 1993. El nombre WCW International se refería a un afiliado inexistente de la World Championship Wrestling, el cual supuestamente era internacional. En 1994, el WCW International World Heavyweight Championship fue unificado con el WCW World Heavyweight Championship. 

## Historia
Este campeonato se creó en julio de 1993, después de que la empresa World Championship Wrestling decidiera terminar su convenio con National Wrestling Alliance. La necesidad de la WCW de tener un máximo campeonato mundial llevó a la empresa a crear el WCW International World Heavyweight Championship, como su campeonato mayor. Sin embargo, la WCW logró recuperar su antiguo campeonato mundial, el WCW World Heavyweight Championship, tras una disputa legal contra la NWA.
El prestigio de este campeonato no alcanzó los niveles esperados por la compañía, lo cual lo llevó a una lucha de unificación, en donde el campeón Sting fue derrotado por Ric Flair en Clash of the Champions XXVII, donde Flair unificó este campeonato con el WCW World Heavyweight Championship, el 23 de junio de 1994, desactivándolo. 
Este título no es reconocido como campeonato mundial por parte de WWE; por tanto, cuando WCW fue comprada en 2001 por WWE con su historial y sus títulos, a quienes han obtenido este campeonato la WWE no los considera campeones mundiales o absolutos, ya que sólo reconoce como campeonatos máximos de la extinta compañía al WCW World Heavyweight Championship y al NWA World Heavyweight Championship, cuando estuvo ligado a la WCW.

## Lista de campeones
| Luchador:    | Reinado: | Fecha:                   | Días | Evento                 | Notas: |
| ------------ | -------- | ------------------------ | ---- | ---------------------- | --- |
| Ric Flair    | 1        | 18 de julio de 1993      | 63   | Beach Blast            | Derrotó a Barry Windham originalmente por el Campeonato Mundial de NWA pero Flair fue reconocido como el campeón Inaugural después de que WCW y NWA terminasen su alianza.      |
| Rick Rude    | 1        | 19 de septiembre de 1993 | 178  | Fall Brawl             | |
| Hiroshi Hase | 1        | 16 de marzo de 1994      | 8    | House Show             | Con esto Hase se convirtió en el primer japonés en ganar el título. |
| Rick Rude    | 2        | 24 de marzo de 1994      | 24   | house show             | |
| Sting        | 1        | 17 de abril de 1994      | 35   | Spring Stampede        | Sting ganó después de que Harley Race lo golpease a Rude con una silla. |
| Rick Rude    | †        | 1 de mayo de 1994        | >1   | House Show             | No fue Reconocido Como Campeón Después De Que Ganara Usando El Título Como Arma Atacando A Sting. A Sting se lo restablece como campeón con un reinado de título ininterrumpido |
| Vacante      | N/A      | 22 de mayo de 1994       | N/A  | Slamboree              | Sting Es Notificado De la Controversia En slamboree Y Fue Despojado Del Título                                                                                                  |
| Sting        | 2        | 22 de mayo de 1994       | 32   | Slamboree              | Derrotó a Vader por el título vacante Esa Misma Noche |
| Ric Flair    | 2        | 23 de junio de 1994      | 0    | Clash Of The Champions | Fue Un Unification Match En Donde El WCW World Heavyweight Championship de Flair Estuvo En juego                                                                                |
| Desactivado  | N/A      | 23 de junio de 1994      | N/A  | Clash Of The Champions | Desactivado al ser Unificado con el WCW World Heavyweight Championship de Flair                                                                                                 |

## Mayor cantidad de reinados
- 3 veces: Rick Rude.
- 2 veces: Sting y Ric Flair.

## Datos interesantes
- Reinado más largo: Rick Rude, 184 días
- Reinado más corto: Ric Flair, 1 segundo
- Campeón más viejo: Ric Flair, 45 años, 3 meses y 29 días.
- Campeíon más joven: Hiroshi Hase, 32 años, 10 meses y 11 días
- Campeón más pesado: Sting 255 libras (116 kg)
- Campeón más liviano: Hiroshi Hase 233 libras (106 kg)